# Ilha do Medo (Bahia)
A pequena Ilha do Medo é uma das 56 ilhas que compõem o arquipélago da Baía de Todos os Santos, localizada no estado brasileiro da Bahia.
A Ilha do medo e seu entorno fazem parte, desde 1991, da Estação Ecológica Ilha do Medo (Decreto Municipal nº 08 de 27/07/91- Itaparica,BA ), consagrando-se como a primeira estação ecológica da Bahia de Todos os Santos.
Com área total de 12.000 m², a pequena ilha é despovoada e também pertence  à APA da Baía de Todos os Santos. Administrativamente faz parte do território do município de Itaparica. Está situada ao norte da ilha de Itaparica.

## Histórico
Segundo Gabriel Soares de Souza, a "ilheta" rasa e despovoada por ser um terreno arenoso e sem água potável, recebeu este nome ainda na segunda metade do Século XVI, em função do receio de muitos índios tupinambá, em ir até aquele local, deixando-nos ainda o relato que aldeias inimigas faziam ciladas umas as outras, com canoas, resultado em confrontos diários.
Já Felisbello Freire, nos lega a informação que a ilha foi doada a João Fernandes Correia em 1574. Manuel Querino, acrescenta que o mesmo pediu a ilha em 29 de maio de 1574, para pescar e secar o pescado, alegando que a ilha também servia de abrigo as embarcações que vinham do Rio Paraguaçu.
Conforme documentos oficiais as obras de construção um deposito de pólvora e um quartel militar na ilha do medo foram propostas em 22 de dezembro de 1858, e iniciadas em 11 de abril do ano seguinte, e chegaram a receber a visita de Dom Pedro II, em 1861 boa parte da obra já estava concluída.

#### Lendas
A origem do nome envolve-se em mistérios. Uma versão diz que origina-se de ser assombrada pelo fantasma de um padre de Itaparica que, tendo se recusado a celebrar uma missa, após sua morte passou a ficar ali, convidando os visitantes eventuais a permanecerem para assistir à celebração a que ficara prisioneiro. Outras dão conta de que são as almas dos doentes que lá foram confinados.
Relato mais antigo informa que os pescadores da Baía temiam-na por ali ouvirem gritos e uivos, à noite. Seus relatos evocavam as almas dos holandeses que invadiram a Bahia e teriam ali permanecido.
Conta-se, ainda, que um pescador avistara ali uma mulher diabólica que soltava fogo pela boca. Após relatar o ocorrido, o pescador tornara-se mudo.

## Meio ambiente

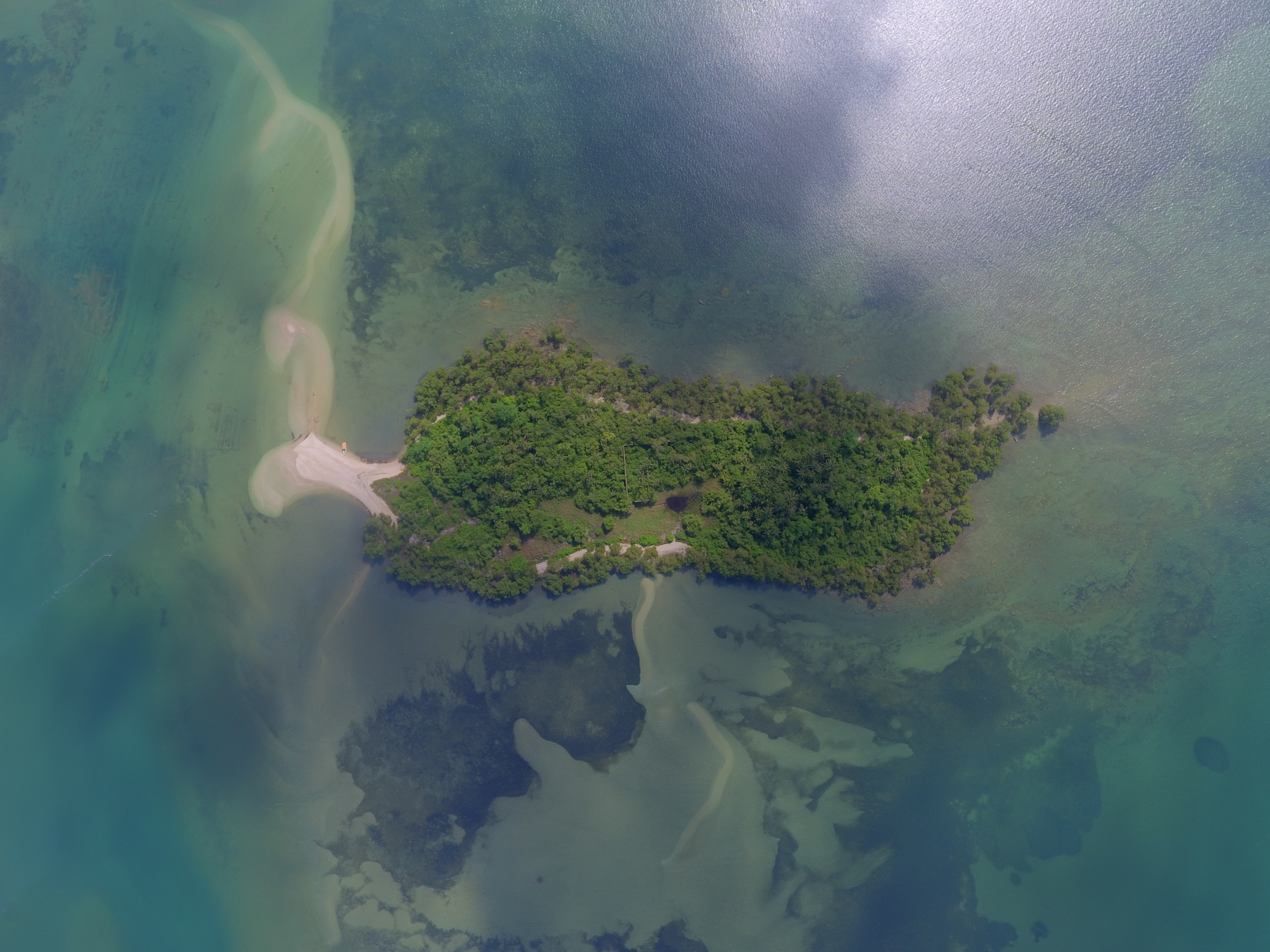
Foto aérea da Ilha do Medo, Abril de 2019.

A ilha é um dos principais núcleos de proteção da Área de Proteção Ambiental da Baía de Todos-os-Santos, criada pelo Decreto Estadual 7.595 (de 5 de junho de 1999). Sua vegetação é na maior parte de restinga, formando manguezais.